# Piophila
Piophila (лат.) — род насекомых отряда двукрылых семейства Piophilidae. Включает 35 известных видов. Наиболее типичный представитель — Piophila casei (сырная муха).

## Описание
Глаза голые, сяжки короткие, щетинка голая, хоботок вздутый у основания, с широкими губами, грудь слабо выпуклая, брюшко удлинённое, крылья длинные, с очень нежными жилками.
Как и у всех двукрылых, для полёта используется лишь передняя пара крыльев, тогда как задние редуцированы в размерах и видоизменены в жужжальца, служащие для поддержания равновесия в воздухе.

## Список видов
- Piophila aethiopica Hennig, 1951[1]
- Piophila asiaticus Gregor, 1971[1]
- Piophila atrichosa McAlpine, 1977[1]
- Piophila australis (Harrison 1959)[1]
- Piophila bipunctatus (Fallén, 1823)[1]
- Piophila casei (Linnaeus, 1758)[1][4]
- Piophila confusus Soos, 1977[1]
- Piophila contecta Walker, 1860[1]
- Piophila costalis Melander, 1924[1]
- Piophila flavifacies Brunetti, 1909[1]
- Piophila hispanicus Duda, 1927[1]
- Piophila latipennis Ozerov & Bartak, 1993[1]
- Piophila latipes Meigen, 1838[1]
- Piophila leucodactyla Hennig, 1954[1]
- Piophila lituratus Melander & Spuler, 1917[1]
- Piophila longipennis Loew, 1870[1]
- Piophila megastigmata McAlpine, 1978[1]
- Piophila metallica Brullé, 1833[1]
- Piophila nigra Brullé, 1833[1]
- Piophila nigriceps Meigen, 1826[1]
- Piophila nigritellus Melander, 1924[1]
- Piophila nigriventris Curran, 1934[1]
- Piophila nitida Brullé, 1833[1]
- Piophila pallida McAlpine, 1977[1]
- Piophila penicillata Steyskal, 1964[1][4]
- Piophila pilosa Staeger, 1845[1]
- Piophila polypori Melander, 1924[1]
- Piophila ruficoxa Macquart, 1835[1]
- Piophila scutellata (Harrison 1960)[1]
- Piophila senescens (Melander & Spuler, 1917) (младший синоним — Piophila nigriceps Macquart, 1851)[1][4][4][5][6]
- Piophila stylata (Becker, 1914)[1]
- Piophila subdolus (Johnson, 1922)[1]
- Piophila viridicollis Macquart, 1843[1]
- Piophila viridis Macquart, 1835[1]
- Piophila vitrea McAlpine, 1989[1]